# Lampertheim (Bas-Rhin)
Pour les articles homonymes, voir Lampertheim.
Lampertheim  est une commune française située dans la circonscription administrative du Bas-Rhin et, depuis le 1er janvier 2021, dans le territoire de la Collectivité européenne d'Alsace, en région Grand Est.
Cette commune se trouve dans la région historique et culturelle d'Alsace.

## Géographie
| Berstett      |             | Vendenheim  |
| Pfettisheim   | Lampertheim | Reichstett  |
| Pfulgriesheim |             | Mundolsheim |

### Hydrographie

#### Réseau hydrographique
La commune est dans le bassin versant du Rhin au sein du bassin Rhin-Meuse. Elle est drainée par la Souffel, le ruisseau le Kolbsenbach et le ruisseau le Leisbach,.
La Souffel, d'une longueur de 25 km, prend sa source dans la commune de Kuttolsheim et se jette  dans l'Ill à Strasbourg, après avoir traversé 18 communes. 

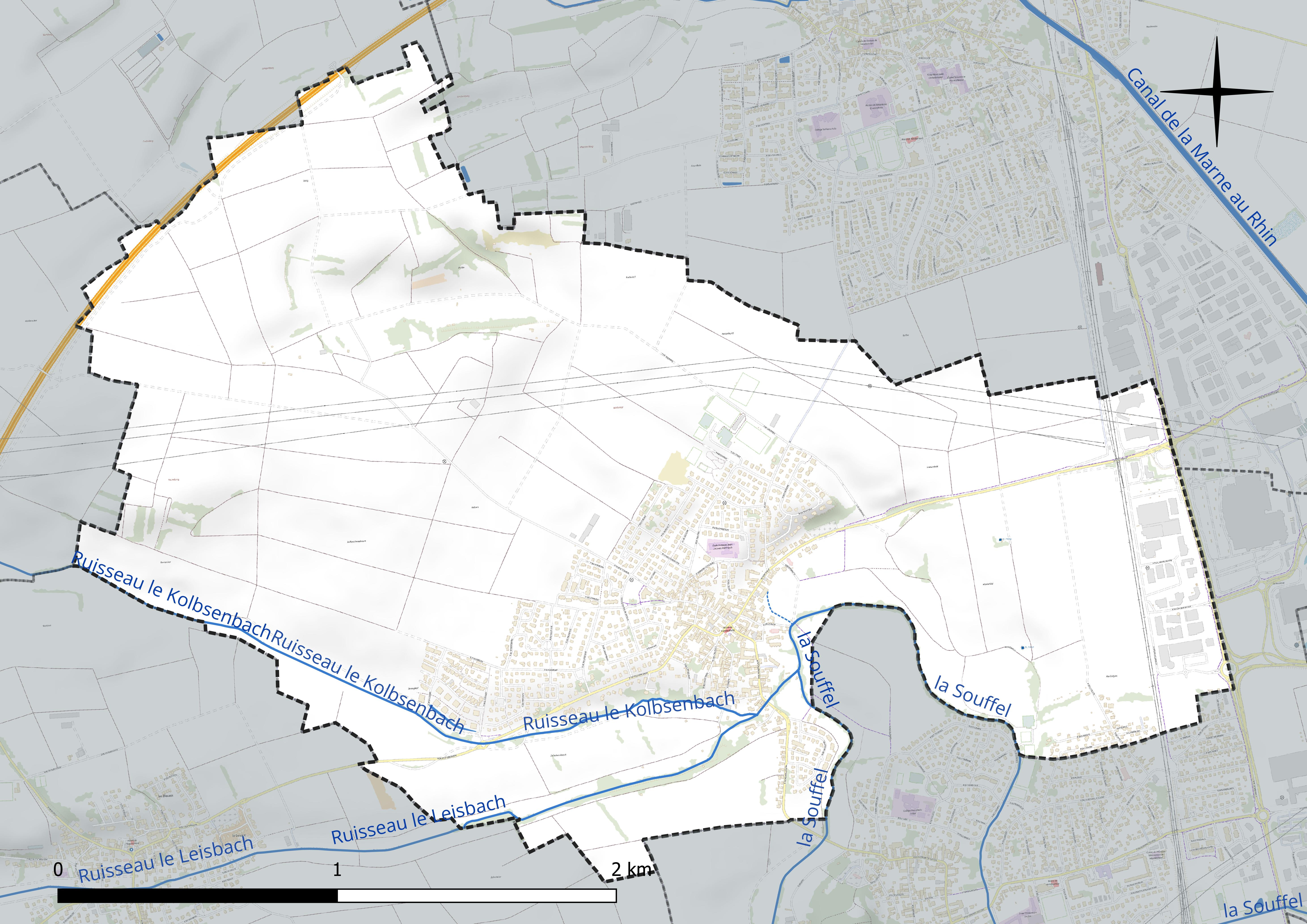
Réseau hydrographique de Lampertheim.

Le Kolbsenbach, d'une longueur de 11 km, prend sa source dans la commune de Kienheim et se jette  dans le Leisbach sur la commune, après avoir traversé cinq communes. 
Le Leisbach, d'une longueur de 14 km, prend sa source dans la commune de Schnersheim et se jette  dans la Souffel sur la commune, après avoir traversé quatre communes. 

#### Gestion et qualité des eaux
Le territoire communal est couvert par le schéma d'aménagement et de gestion des eaux (SAGE) « Ill Nappe Rhin ». Ce document de planification concerne la nappe phréatique rhénane, les cours d'eau de la plaine d'Alsace et du piémont oriental du Sundgau, les canaux situés entre l'Ill et le Rhin et les zones humides de la plaine d'Alsace. Le périmètre s’étend sur 3 596 km2. Il a été approuvé le 17 janvier 2005. La structure porteuse de l'élaboration et de la mise en œuvre est la région Grand Est. 
La qualité des cours d’eau peut être consultée sur un site dédié géré par les agences de l’eau et l’Agence française pour la biodiversité. 

### Climat
Pour des articles plus généraux, voir Climat du Grand Est et Climat du Bas-Rhin.
En 2010, le climat de la commune est de type climat des marges montargnardes, selon une étude du Centre national de la recherche scientifique s'appuyant sur une série de données couvrant la période 1971-2000. En 2020, Météo-France publie une typologie des climats de la France métropolitaine dans laquelle la commune est exposée à un climat semi-continental et est dans la région climatique  Alsace, caractérisée par une pluviométrie faible, particulièrement en automne et en hiver, un été chaud et bien ensoleillé, une humidité de l’air basse au printemps et en été, des vents faibles et des brouillards fréquents en automne (25 à 30 jours). 
Pour la période 1971-2000, la température annuelle moyenne est de 10,6 °C, avec une amplitude thermique annuelle de 17,8 °C. Le cumul annuel moyen de précipitations est de 668 mm, avec 8,7 jours de précipitations en janvier et 10,3 jours en juillet. Pour la période 1991-2020, la température moyenne annuelle observée sur la station météorologique de Météo-France la plus proche, « Waltenheim-sur-zorn », sur la commune de Waltenheim-sur-Zorn à 12 km à vol d'oiseau, est de 11,3 °C et le cumul annuel moyen de précipitations est de 652,2 mm. 
La température maximale relevée sur cette station est de 38 °C, atteinte le 7 août 2015 ; la température minimale est de −14,9 °C, atteinte le 20 décembre 2009,,. 
Les paramètres climatiques de la commune ont été estimés pour le milieu du siècle (2041-2070) selon différents scénarios d'émission de gaz à effet de serre à partir des nouvelles projections climatiques de référence DRIAS-2020. Ils sont consultables sur un site dédié publié par Météo-France en novembre 2022.

## Urbanisme

### Typologie
Au 1er janvier 2024, Lampertheim est catégorisée ceinture urbaine, selon la nouvelle grille communale de densité à sept niveaux définie par l'Insee en 2022.
Elle appartient à l'unité urbaine de Strasbourg (partie française), une agglomération internationale regroupant 23  communes, dont elle est une commune de la banlieue,,. Par ailleurs la commune fait partie de l'aire d'attraction de Strasbourg (partie française), dont elle est une commune de la couronne,. Cette aire, qui regroupe 268 communes, est catégorisée dans les aires de 700 000 habitants ou plus (hors Paris),.

### Occupation des sols
L'occupation des sols de la commune, telle qu'elle ressort de la base de données européenne d’occupation biophysique des sols Corine Land Cover (CLC), est marquée par l'importance des territoires agricoles (81,3 % en 2018), en diminution par rapport à 1990 (85,7 %). La répartition détaillée en 2018 est la suivante : terres arables (81,3 %), zones urbanisées (15,1 %), zones industrielles ou commerciales et réseaux de communication (3,6 %). L'évolution de l’occupation des sols de la commune et de ses infrastructures peut être observée sur les différentes représentations cartographiques du territoire : la carte de Cassini (XVIIIe siècle), la carte d'état-major (1820-1866) et les cartes ou photos aériennes de l'IGN pour la période actuelle (1950 à aujourd'hui).

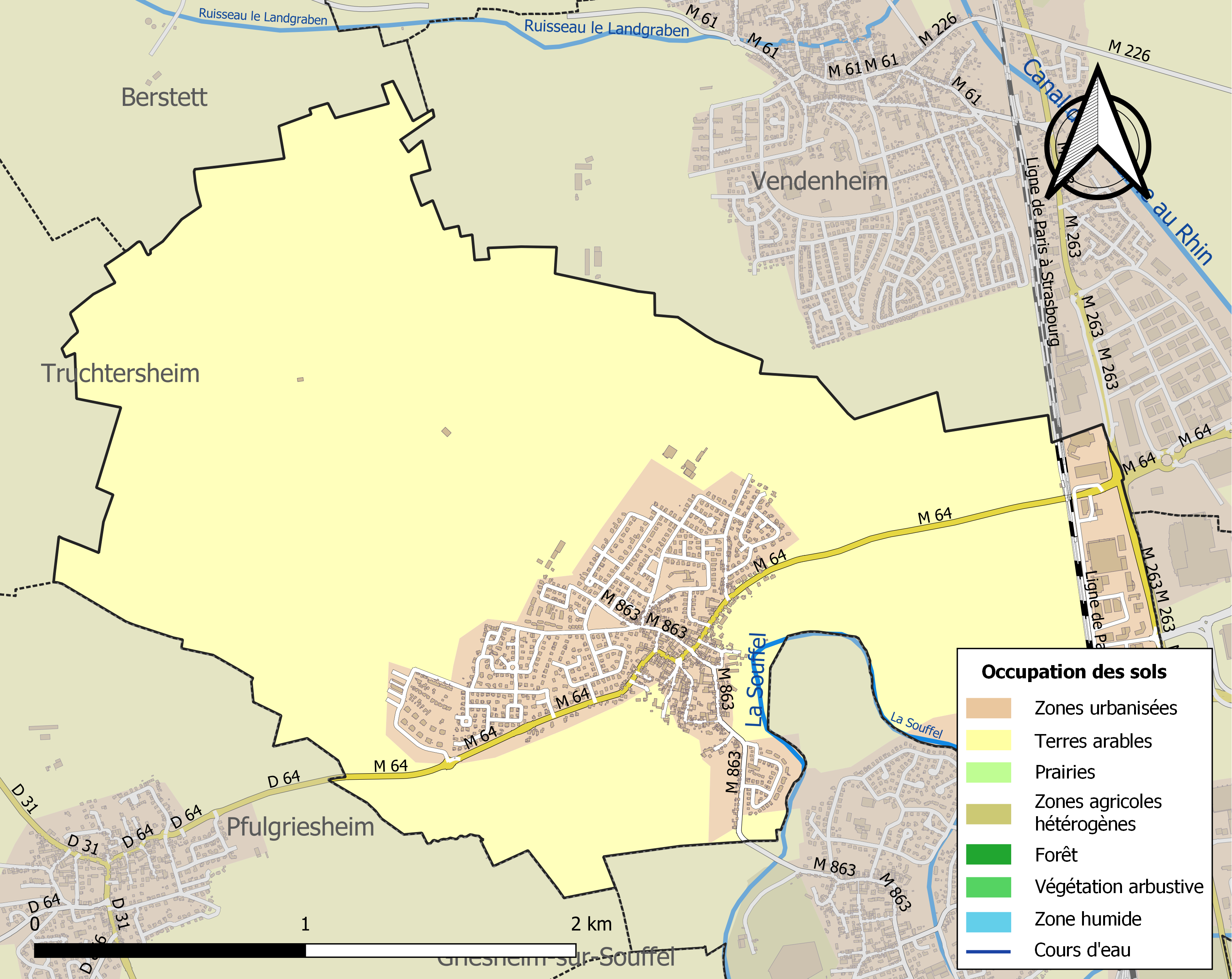
Carte des infrastructures et de l'occupation des sols de la commune en 2018 (CLC).

## Toponymie
Le nom de la localité est attesté sous la forme Lamperthem en 1143.
Le nom est construit  sur  celui d’un  personnage, Lampertus« brillant dans le pays ».

## Population et société

### Démographie
L'évolution du nombre d'habitants est connue à travers les recensements de la population effectués dans la commune depuis 1793. Pour les communes de moins de 10 000 habitants, une enquête de recensement portant sur toute la population est réalisée tous les cinq ans, les populations de référence des années intermédiaires étant quant à elles estimées par interpolation ou extrapolation. Pour la commune, le premier recensement exhaustif entrant dans le cadre du nouveau dispositif a été réalisé en 2005.

En 2022, la commune comptait 3 475 habitants, en évolution de +15,68 % par rapport à 2016 (Bas-Rhin : +3,17 %, France hors Mayotte : +2,11 %).
| 1793 | 1800 | 1806 | 1821 | 1831 | 1836 | 1841 | 1846 | 1851 |
| ---- | ---- | ---- | ---- | ---- | ---- | ---- | ---- | ---- |
| 679  | 727  | 715  | 758  | 912  | 933  | 867  | 932  | 942  |

| 1856 | 1861 | 1866 | 1871 | 1875 | 1880 | 1885 | 1890 | 1895 |
| ---- | ---- | ---- | ---- | ---- | ---- | ---- | ---- | ---- |
| 906  | 889  | 842  | 835  | 822  | 873  | 905  | 902  | 873  |

| 1900 | 1905 | 1910 | 1921 | 1926 | 1931 | 1936  | 1946  | 1954  |
| ---- | ---- | ---- | ---- | ---- | ---- | ----- | ----- | ----- |
| 869  | 891  | 885  | 890  | 906  | 973  | 1 044 | 1 007 | 1 083 |

| 1962  | 1968  | 1975  | 1982  | 1990  | 1999  | 2005  | 2006  | 2010  |
| ----- | ----- | ----- | ----- | ----- | ----- | ----- | ----- | ----- |
| 1 018 | 1 081 | 1 728 | 2 085 | 2 619 | 2 949 | 3 089 | 3 058 | 2 950 |

| 2015  | 2020  | 2022  | - | - | - | - | - | - |
| ----- | ----- | ----- | - | - | - | - | - | - |
| 2 886 | 3 459 | 3 475 | - | - | - | - | - | - |

### Manifestations culturelles et festivités

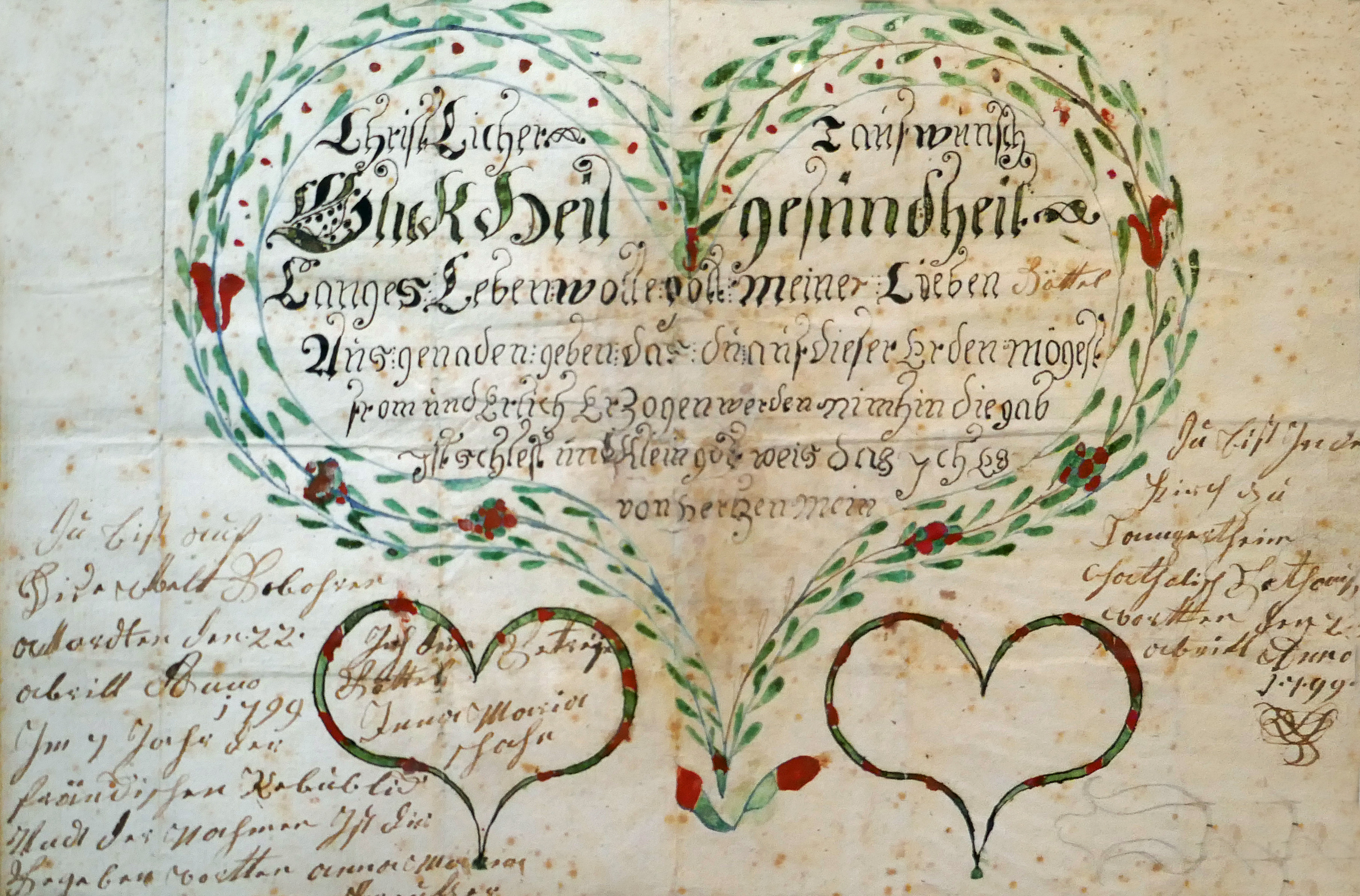
Lettre de baptême catholique (1799).

- Le troisième dimanche de septembre : messti du village.

## Économie
Une partie de la zone commerciale nord de Strasbourg est située sur le territoire de la commune.

## Culture locale et patrimoine

### Lieux et monuments
- Huile sur toile Der von Tierstein de Léo Schnug à la mairie.
- Ferme au 6, rue de Pfettisheim à Lampertheim.
- Ferme au 18, rue de Mundolsheim à Lampertheim.

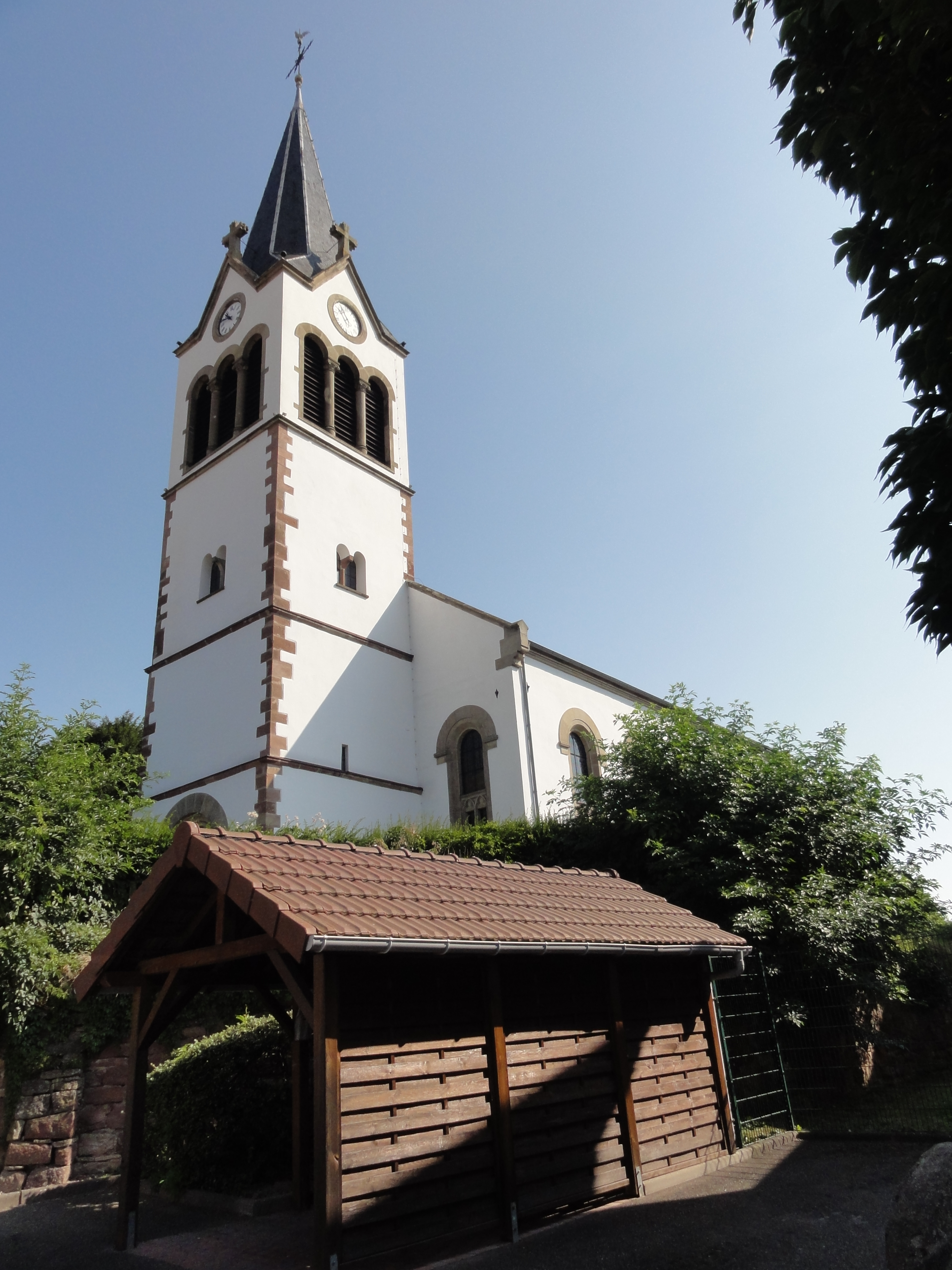
Église protestante de Lampertheim.
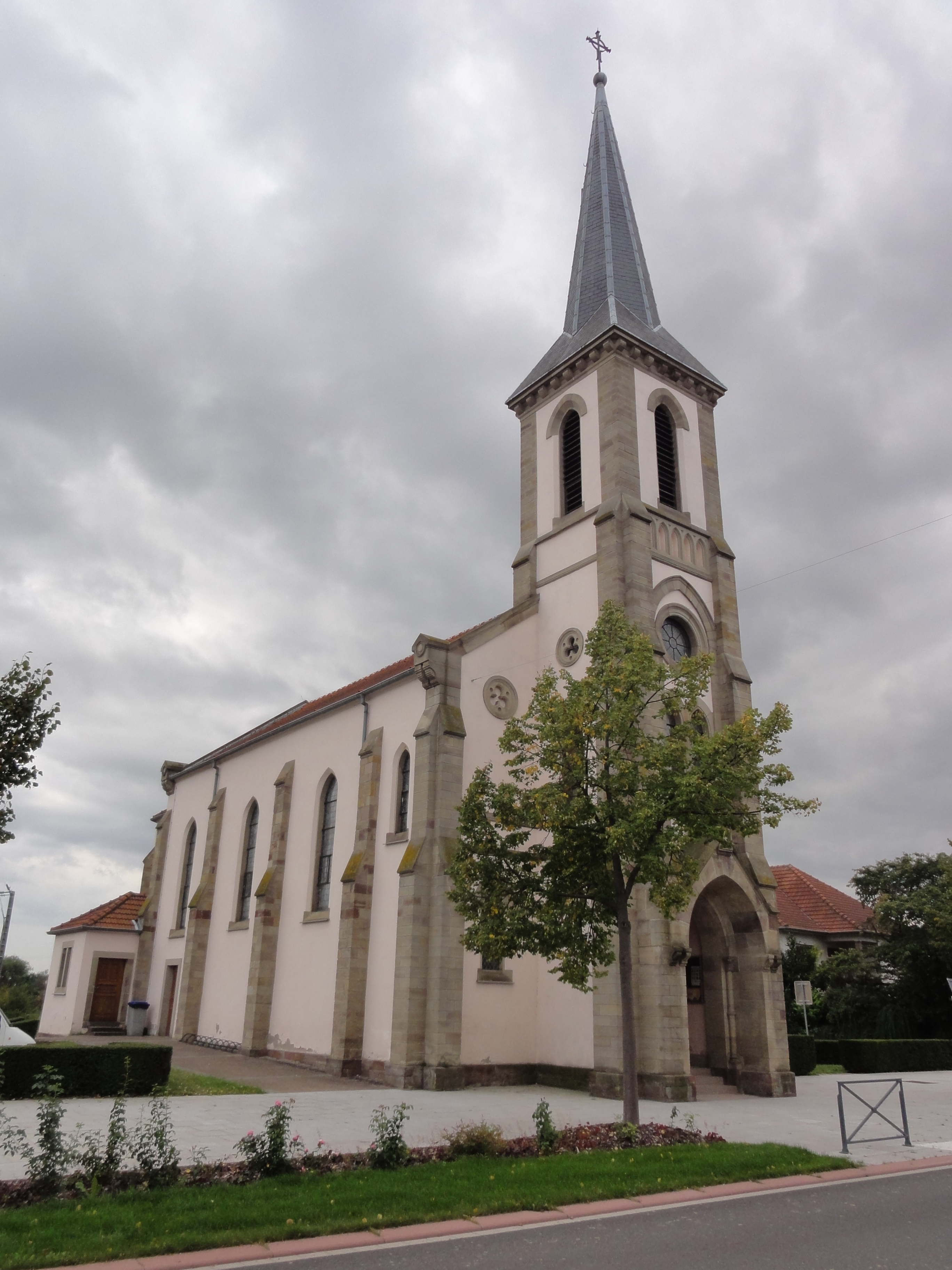
Église catholique Saint-Arbogast (1884).
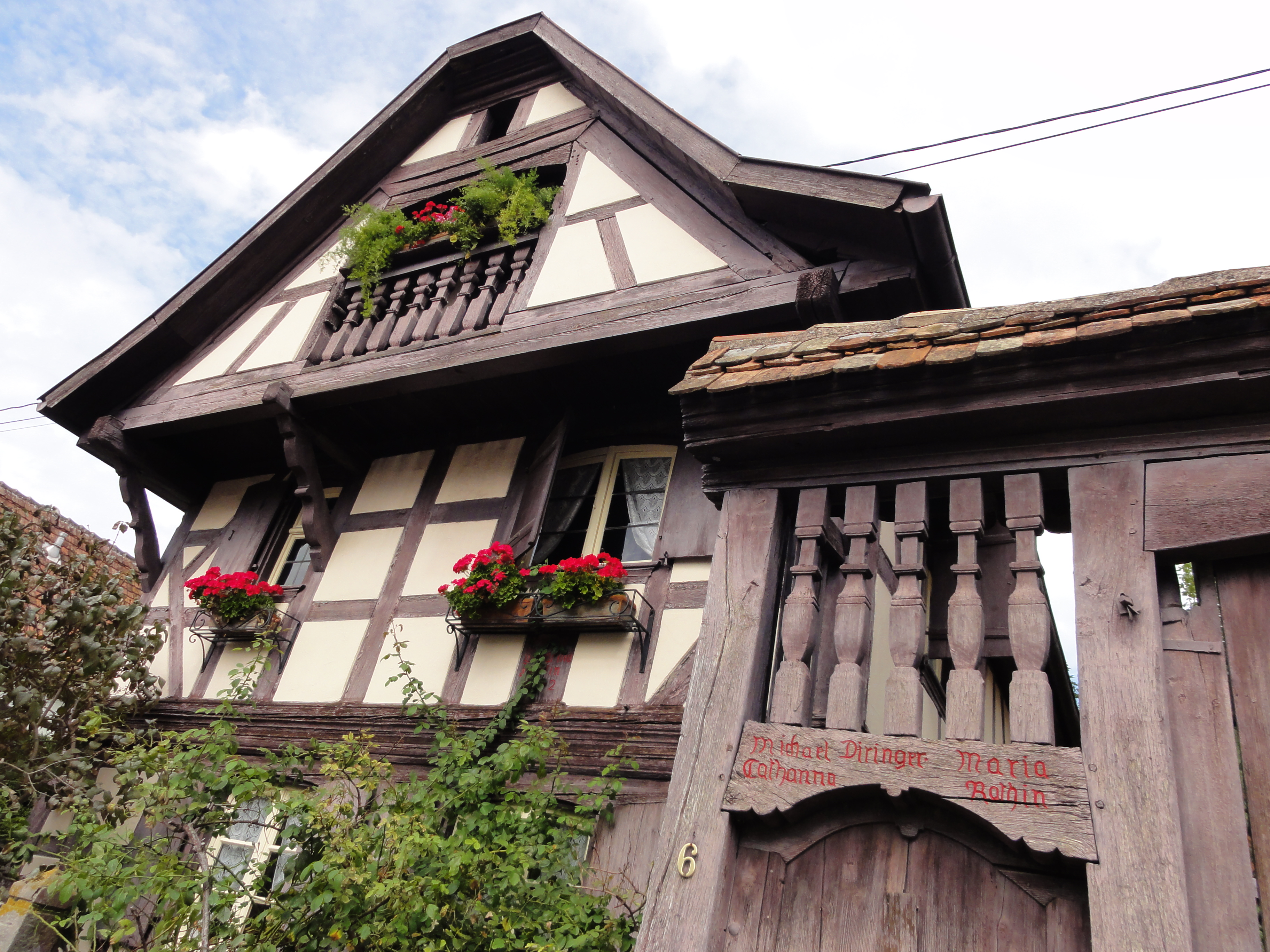
Ferme de 1798, 6 rue de Pfettisheim.

### Personnalités liées à la commune
- Sébastien Schmidt, théologien luthérien du XVIIe siècle, né à Lampertheim.
- Léo Schnug, artiste-peintre né à Strasbourg en 1878 et décédé à Brumath-Stephansfeld le 15 décembre 1933. Il est enterré au cimetière municipal de Lampertheim, où sa tombe est encore visible.
- Le cantonnier du village, Charles Ludwig, a acquis une certaine popularité depuis 2007, où il effectue divers travaux d'intérêt général dans la commune en menant une jument ardennaise des haras nationaux à l'attelage, Quadrille*HN[28]. Les 25 et 26 octobre 2008, il a terminé second du championnat de France des meneurs territoriaux organisé à Trouville-sur-Mer, en Normandie, sur 13 villes participantes[29].

### Héraldique
| Blason de Lampertheim (Bas-Rhin) | Blason  | Écartelé en sautoir d'or et de pourpre. |
| Blason de Lampertheim (Bas-Rhin) | Détails |                                         |